# Vampyros Lesbos

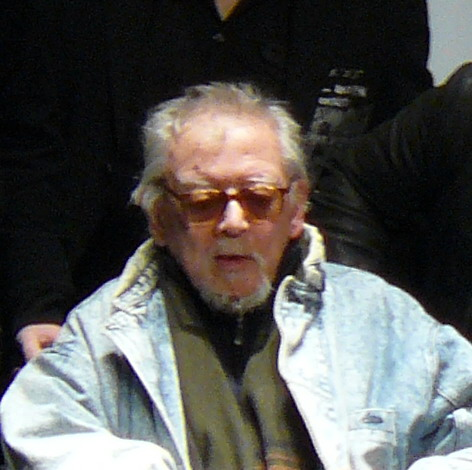
Jesús Franco (1930-2013), director, guionista y compositor de Las Vampiras.

Las vampiras, denominada Vampyros Lesbos en algunas de sus múltiples versiones, es una de las películas de fantaterror erótico dirigida en 1971 por cineasta español Jesús Franco. Interpretada en sus roles principales por Soledad Miranda, Ewa Strömberg, Dennis Price y Paul Muller se trata de una de las producciones más emblemáticas de la extensa trayectoria de Franco quien, además de la dirección, se encargó del guion y la música de la película.
Coproducción germano-española, estrenada en Alemania en 1971 y en España en 1973, en su momento gozó de gran fama internacional estrenándose en Reino Unido, Japón, Estados Unidos o la Unión Soviética. En España fue duramente criticada debido a sus altas dosis de erotismo, sus imágenes, su extraña historia y logró una escasa distribución debido al franquismo. En su versión española la película sufrió múltiples cortes por parte de la censura de modo que había partes que resultaban incomprensibles. En la actualidad se la considera un título de culto.

## Argumento
El largometraje comienza con el relato de la historia de la Condesa Nadine Carody (Soledad Miranda). Mediante un flashback se muestra cómo, en un indeterminado pasado, la condesa es recluida en un castillo con la única compañía de sus doncellas. La condesa es una vampira, ya que por sus venas corre la sangre del Conde Drácula, y paulatinamente va asesinando a las sirvientas para alimentarse con su sangre.

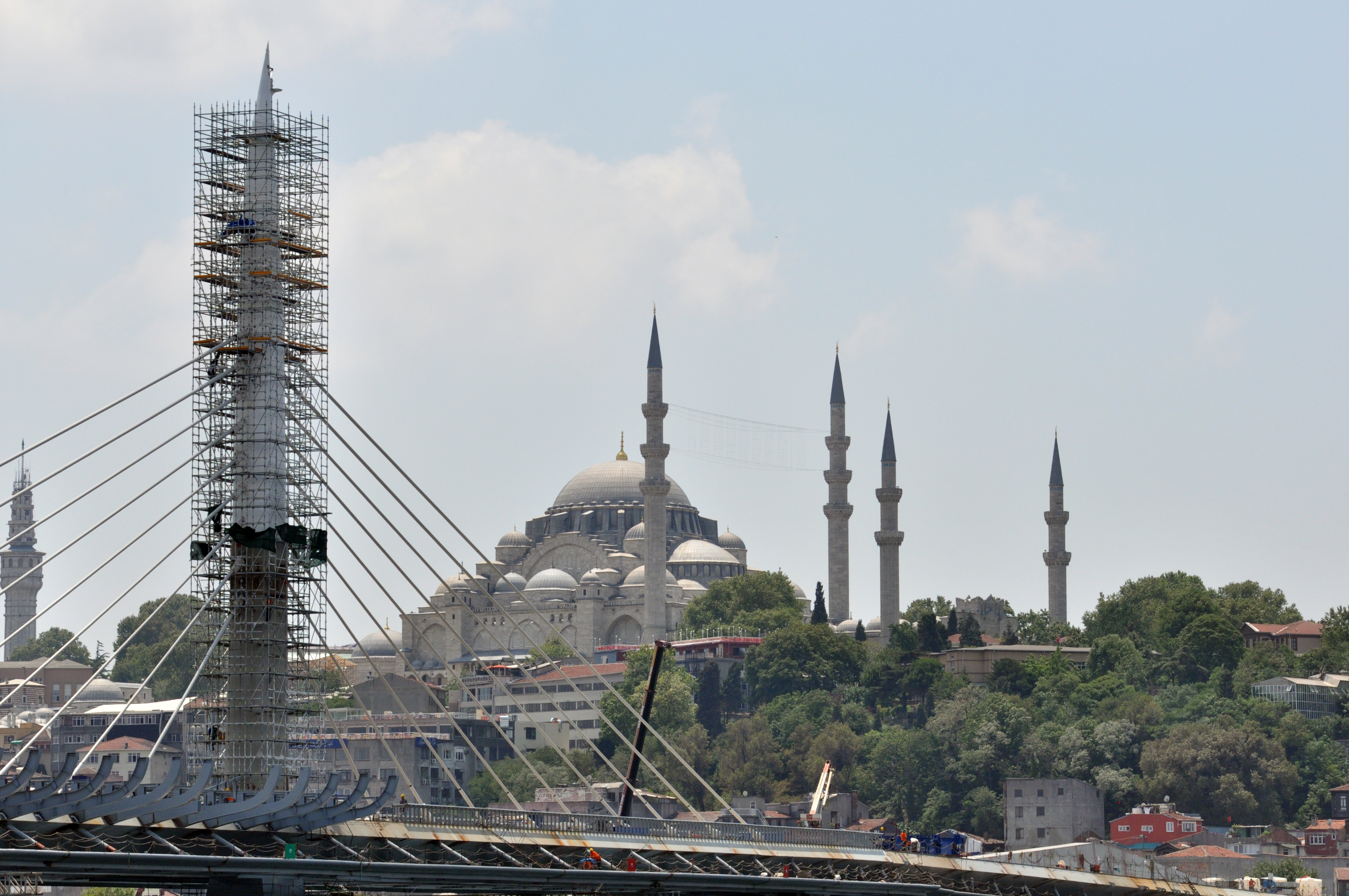
Aunque gran parte de la trama está ambientada en Estambul el rodaje de Las Vampiras también se realizó en Alicante, en Murcia y en Berlín.

Ya en la actualidad la acción se sitúa en Estambul. Linda (Ewa Strömberg), una agente inmobiliaria de la firma Simpson&Simpson, acude con su novio a un club nocturno. En el club observa la actuación de una bella joven que la deja fascinada. La bailarina presenta un gran parecido con la mujer que cada noche se le presenta en sus sueños eróticos de carácter lésbico. En estos sueños siempre aparecen una cometa, un escorpión y una telaraña.
Por consejo de su médico, el Dr. Alwin Seward (Dennis Price) Linda deja a su novio Omar (Andrea Montchal) en el Hotel Hilton de Estambul y se embarca rumbo a la isla Kadidados con la excusa de arreglar los papeles de una mansión. La noche anterior al viaje a la isla Linda se hospeda en un hotel donde descubre que el dueño (Jesús Franco) es un asesino de mujeres al que acabará matando.
Cuando llega a la mansión Linda conoce a la Condesa quien resulta ser la joven que hacía el estriptis en el club. Entre ambas se establece una extraña relación, pues Linda siente una profunda admiración hacia Nadine, pese a descubrir que ella es una vampira. Durante la noche Linda es mordida por Nadine y a la mañana siguiente despierta en un hospital psiquiátrico sin recordar nada. Pronto Linda, vampirizada y completamente atraída por la condesa, se escapará del centro para volver a la isla para reencontrarse con ella.
El doctor Steiner (Paul Muller), un gran conocedor de temas vampíricos y que está tratando a Linda en el hospital, pone un anuncio en prensa para localizar a alguien que la conozca. Aunque en el fondo Steiner desea convertirse el mismo en vampiro para disfrutar de la vida eterna, Omar y el doctor logran localizar a Linda a tiempo. Steiner le enseña la manera que debe utilizar para matar a la vampira. A la hora de la verdad Linda deberá ser muy fuerte para resistir el hechizo de la Condesa y liberarse de su influjo.

## Reparto
- Soledad Miranda - Condesa Nadine Carody
- Dennis Price - Dr. Alwin Seward
- Paul Muller - Dr. Steiner
- Ewa Strömberg - Linda Westinghouse
- Heidrun Kussin - Agra
- José Martínez Blanco - Morpho
- Michael Berling - Ayudante del Dr. Seward
- Andrea Montchal - Omar
- Jesús Franco - Memmet

## Producción

### Censura y versiones
Debido al alto contenido erótico de Vampyros Lesbos, en su versión para España las distribuidoras cambiaron su título por el de Las Vampiras y recortaron las escenas lésbicas y de desnudos, dejando el metraje original de 91 minutos en sólo 82. Por ello la película resulta inconexa y difícil de comprender además de estrenarse en el Festival de Sitges de 1973, dos años después de su estreno original en Alemania Occidental. En países extranjeros se estrenaron versiones casi íntegras con calificaciones que alertaban de su contenido sexual.
Después de su estreno, Jess Franco comenzó a realizar más cine en el extranjero, ya que ninguna productora española quería encargarse de financiar sus proyectos. Dicha situación ya venía de antaño, debido a las temáticas que mostraba en pantalla el director, que tenía tendencia a la confrontación con el Franquismo, la censura y la Iglesia.

"Típico producto de Jesús Franco, hecho de sexo y terror donde el segundo resulta tan fallido como el primero"
Alberto de la Escalera, Censor (1973) 

En los últimos años se han editado versiones en VHS y DVD del filme, tanto en España como en el extranjero, distribuidas por distintas compañías. En Reino Unido la empresa Video Redemption lanzó en VHS dos versiones: una de 85 minutos y 29 segundos de duración y otra de 85 minutos y 41 segundos. La alemana Toppic estrenó, también en vídeo, una versión de 85 minutos y un segundo. La también alemana Crippled Dick comercializó una versión que duraba 85 minutos y 41 segundos. Las cintas más cortas se han comercializado en España donde Hobby lanzó una versión de 74 minutos y 30 segundos y la empresa VDI otra versión de 74 minutos y 30 segundos.
En cuanto al mercado del DVD la compañía inglesa Second Sight y la alemana CMV Laservision comercializaron una versión de 85 minutos y 29 segundos. En Estados Unidos existe una versión publicada por la empresa Synapse que tiene una duración de 89 minutos y 19 segundos. Cabe destacar que en España se ha comercializado la versión íntegra de la película editada por Divisa.

### La influencia deDrácula

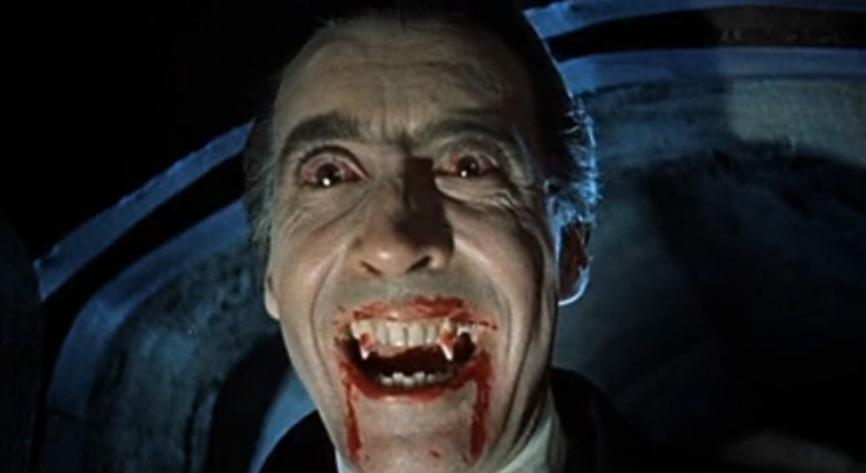
El Drácula interpretado por Christopher Lee, quien también realizaría una versión dirigida por Jesús Franco junto a Soledad Miranda, sirvió de inspiración para la base de Las Vampiras.

Pese a que Jesús Franco negara en muchas ocasiones que la película se trate de una nueva versión del mito de Drácula, según la novela de Bram Stoker, las similitudes con la leyenda del personaje y con el libro, son evidentes. En 1970, un año antes de producir Las Vampiras, el realizador estrenó El conde Drácula protagonizada por Christopher Lee y Soledad Miranda. Posteriormente dirigiría multitud de filmes de temática vampírica tomando como modelo el mito creado por Stoker en su obra literaria.

"El cine es narración y espectáculo. Termina cuando se pone "fin" y es lo suficientemente maravilloso de por sí para no necesitar justificaciones".
Jesús Franco 

Las Vampiras puede considerarse como una versión ligeramente modificada de Drácula ya que las bases de la novela aparecen en el filme con pequeños cambios que hacen única a la película de Franco y que contribuyen a cambiar el mito del vampiro. En la novela, el protagonista y el vampiro son hombres mientras que aquí los dos personajes son mujeres. Renfield, el loco vampirizado que hablaba de Drácula en la cárcel, aquí es también una mujer que se encuentra en tratamiento con un doctor. Por último el citado doctor, que en el libro se correspondería con Van Helsing, no desea matar al vampiro sino convertirse él mismo en vampiro para alcanzar la vida eterna.
Además de la diferencia comentada sobre las verdaderas intenciones del doctor hay otras mucho más obvias: la Condesa es invulnerable a la luz del día, pudiendo pasearse tranquilamente por la playa en bikini y bañarse en el mar; aunque tampoco se refleja en los espejos, es vulnerable a los crucifijos pero tiene el poder de someter a sus víctimas tras morderles; la ambientación de la película no es gótica sino con casas amuebladas al estilo pop predominante en aquellos años. Tan sólo el principio del largometraje evoca los tiempos pasados del Conde Drácula.

### Soledad Miranda y la Condesa Nadine Carody
El rol de la sensual vampira protagonizado por la actriz sevillana Soledad Miranda (1943-1970), internacionalmente conocida como Susan Korda, la popularizó a nivel internacional convirtiéndola en la actriz de moda del fantaterror en aquellos años. Aunque desde muy pequeña ya sabía bailar con sólo 17 años debutó en el cine de la mano de Jesús Franco. Participó en más de 20 películas pero no fue hasta que el director de Las Vampiras requirió sus servicios para actuar junto a Christopher Lee en El conde Drácula, que todos los ojos se fijaron en su belleza y sensualidad. Pocos meses después de finalizar el rodaje de la película, viajando en coche hacia una reunión que tenía prevista con un importante productor de cine alemán para la firma de un contrato en el extranjero, sufrió un accidente en el que falleció.

"En contra de la halagadora opinion general sobre mi físico, yo no me gusto nada"
Soledad Miranda, 1969 

El personaje de la Condesa hizo que Soledad Miranda se convirtiese en un mito erótico debido a las escenas lésbicas mostradas en el filme. De mirada arrebatadora y misteriosa, poseía un físico espectacular, lo cual contribuía al hecho de que el personaje que interpretaba en el largometraje resultara irresistible para cualquiera, llevando a sus víctimas a la locura e incluso a la muerte. Especialmente recordadas son las escenas de su actuación en el club junto a un maniquí o los eróticos momentos al lado de Ewa Strömberg.

### Simbolismo del filme

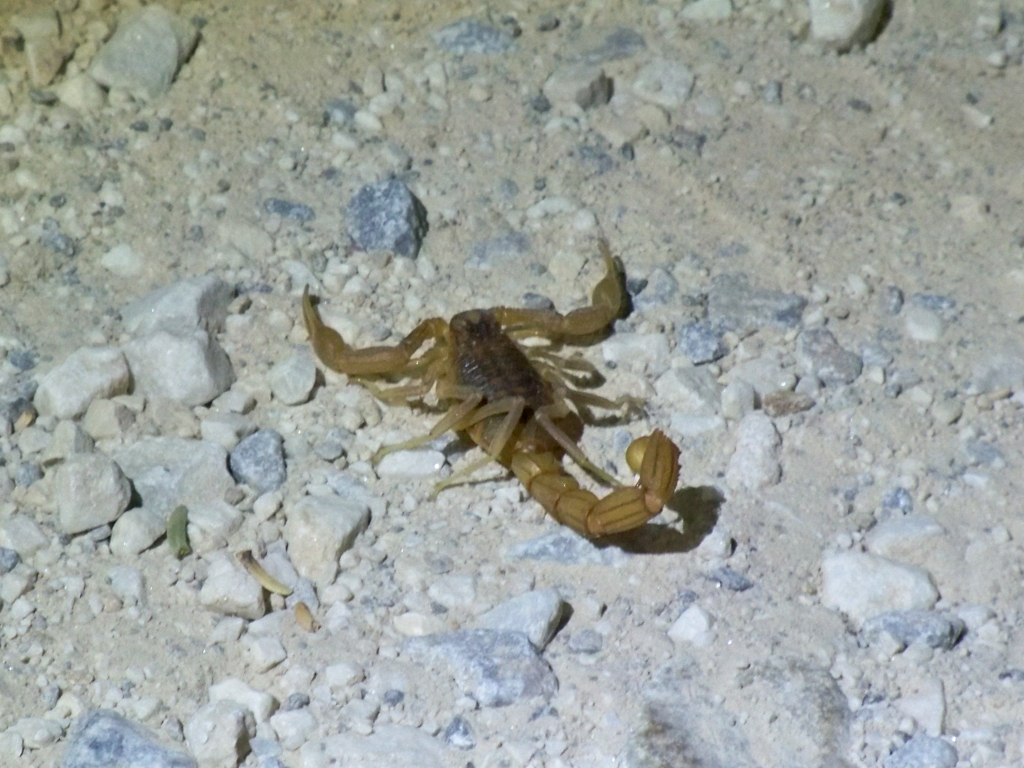
El escorpión, interpretado con frecuencia como metáfora de la vampira, es una de las imágenes oníricas recurrentes en la película.

La película muestra constantemente imágenes oníricas, potenciadas por el montaje de las escenas y por la labor de la censura cinematográfica, que remiten a un mundo fantasioso y que han sido interpretadas de múltiples maneras desde su estreno. Ya desde el comienzo la Condesa aparece tumbada y, acercando sus brazos hacia la cámara rompiendo la cuarta pared, nos observa y muestra gestos como si quisiera vampirizar al espectador. Después realiza un erótico estriptis en un local desvistiendo a un maniquí y mordiéndolo en el cuello como si fuera una de sus víctimas. Esto es contemplado por el personaje de Linda anticipando lo que le sucederá a ella cuando conozca a Nadine.
Linda sufre constantes pesadillas nocturnas, de carácter erótico lésbico, en las que siempre ve una cometa volando, un escorpión en el agua y una telaraña. Algunos estudiosos del cine de Jesús Franco interpretan que la cometa simboliza la libertad de Linda con la que acabará la vampira, representada en el escorpión, de modo que convertirá a Linda en su presa, sin posibilidad de escapatoria, como si estuviese atrapada en una telaraña. Por eso al final del filme, cuando la vampira ha sido destruida, el escorpión muere ahogado pero la telaraña continúa intacta como si Linda siguiese bajo el influjo de Nadine.

### Remakes
Jess Franco, reconocidos o no, realizó años después de Las vampiras algunos remakes de este clásico de la serie B. El caso más claro es Macumba sexual (1983) película que narra la misma historia con alguna ligera variación de argumento. Para este film Franco contó con algunos de sus actores fetiche como Lina Romay o Antonio Mayans.
En Vampire Blues (1999) una mujer comienza a tener extrañas visiones en las que se encuentra con una vampira. Una mañana se despierta y compra una camiseta en la que aparece una imagen de dicha vampira, la Condesa Irina von Murnau. La visita en su mansión, pero tras beber su sangre y resultar vampirizada, tendrá que acabar con ella para romper la maldición.
El último remake es Snakewoman (2005), aunque Franco se negó a reconocerlo como tal a pesar de guardar varios puntos en común con Las Vampiras: una periodista llega a una mansión para descubrir los secretos de una artista fallecida hace años. Allí es recibida por una vampira que la posee y con la que tiene unas ensoñaciones extravagantes. Además esta vampira ha atacado previamente a otra mujer, recluida en un hospital psiquiátrico, a la espera de que dicha vampira la libere.